# Ricardo Miledi
Ricardo Miledi (* 15. September 1927 in Mexiko-Stadt; † 18. Dezember 2017 in Irvine, Kalifornien) war ein mexikanischer Neurobiologe, der führend in der Synapsenforschung war.
Miledia studierte Medizin am Instituto Cientifico y Literario in Chihuahua und an der Nationalen Autonomen Universität von Mexiko (Diplom in Medizin 1955). Danach arbeitete er am Nationalen Institut für Kardiologie mit Arturo Rosenblueth und Juan Garcia Ramos. 1955 war er als Grass Fellow am Forschungszentrum in Woods Hole (Massachusetts) und 1956 bis 1958 als Rockefeller Foundation Fellow in Canberra. In den 1960er und 1970er Jahren forschte er bei und mit Bernard Katz in Großbritannien. Er war Professor an der University of California, Irvine. Außerdem war er am Zentrum für Neurobiologie der Nationalen Autonomen Universität von Mexiko (Campus von Querétaro) tätig.
Miledi war für seine Forschungen über Neurotransmitter-Rezeptoren und die Mechanismen von Synapsen bekannt. 1967 postulierte Miledi mit Bernard Katz die Bedeutung der Erhöhung der Konzentration von Kalziumionen in der Nervenzelle bei Eintreffen eines axonalen Nervensignals für die Freisetzung von Neurotransmittern durch Exozytose von Vesikeln an der Synapse. Er konnte das experimentell bestätigen (veröffentlicht in Proc. Roy.Soc. 1973). Außerdem war er bekannt für Arbeiten mit Katz über synaptisches Rauschen an neuromuskulären Verbindungen (Neuromuscular Junction, NMJ) mit Acetylcholin-Transmitter (ab 1970/71).
Er war Mitglied der Royal Society, der mexikanischen Akademie der Wissenschaften, der American Academy of Arts and Sciences und seit 1989 der National Academy of Sciences. 1999 erhielt er den Prinz-von-Asturien-Preis und er erhielt 1998 die britische Royal Medal. Er erhielt 2010 den Ralph-W.-Gerard-Preis der Society for Neuroscience und 1988 den König-Faisal-Preis. Er war Gründungsmitglied der Academy of Sciences for the Developing World.
Er war zudem mehrfacher Ehrendoktor (Universidad del Pais Vasco 1992, Universität Chihuahua 2000, Universität Triest 1992, Autonome Universität Querétaro 2003, Nationale Autonome Universität von Mexiko 2007).
Er verstarb am 18. Dezember 2017 in Irvine.